# Timothée Carle

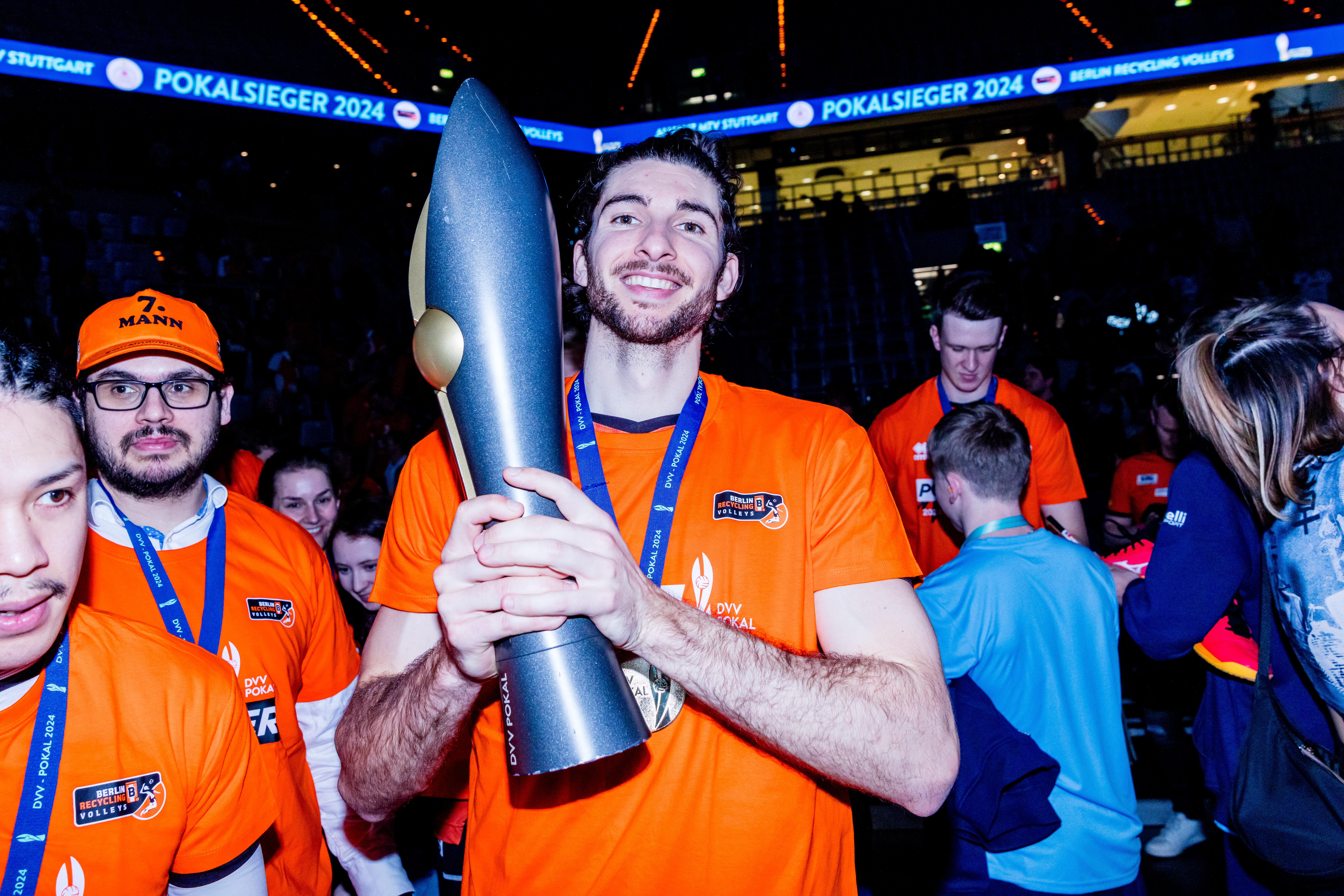
Timothée Carle zwycięzcą Pucharu Niemiec 2023/2024

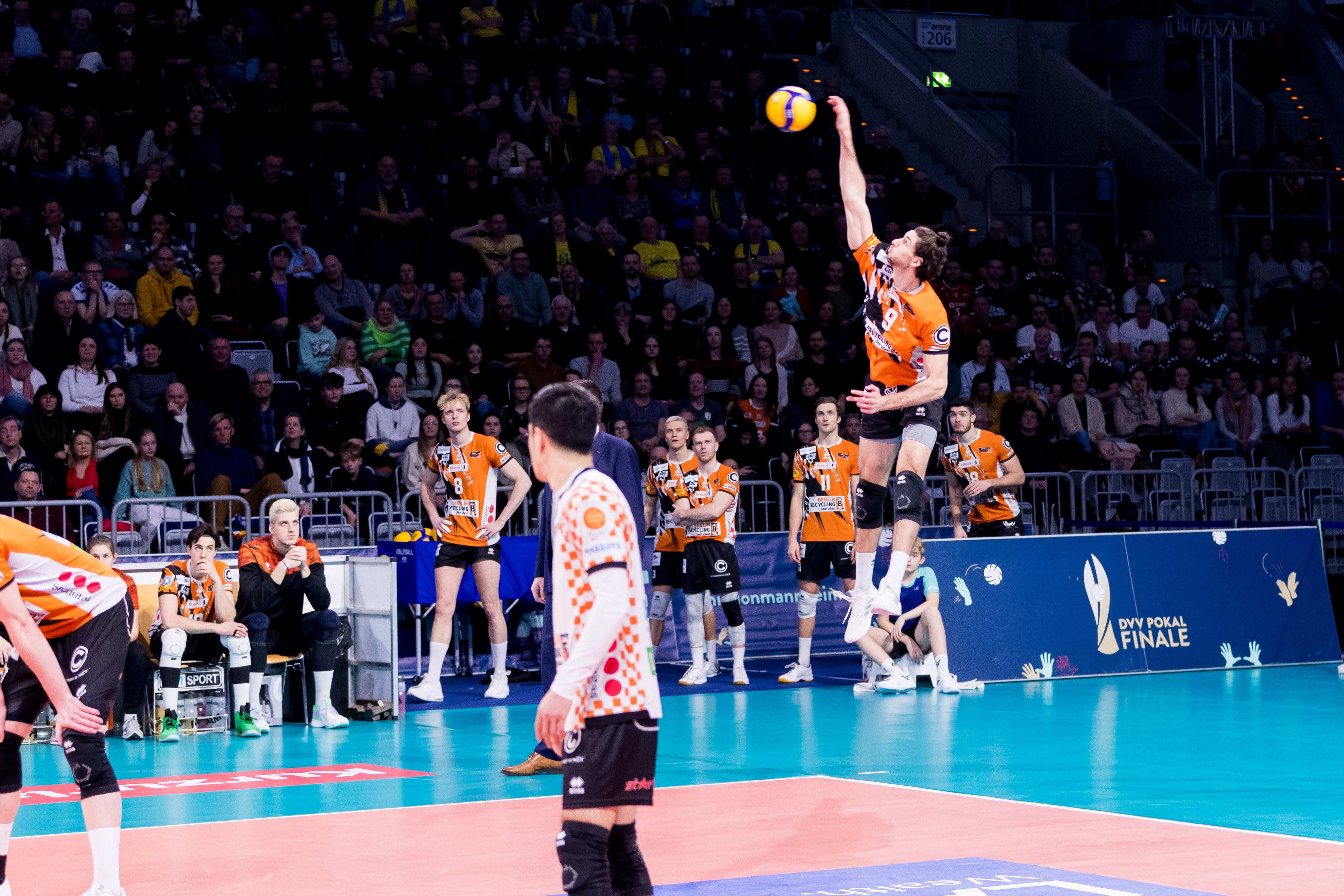
Timothée Carle podczas wykonywania zagrywki w finale Pucharu Niemiec 2022/2023 w barwach klubu Berlin Recycling Volleys

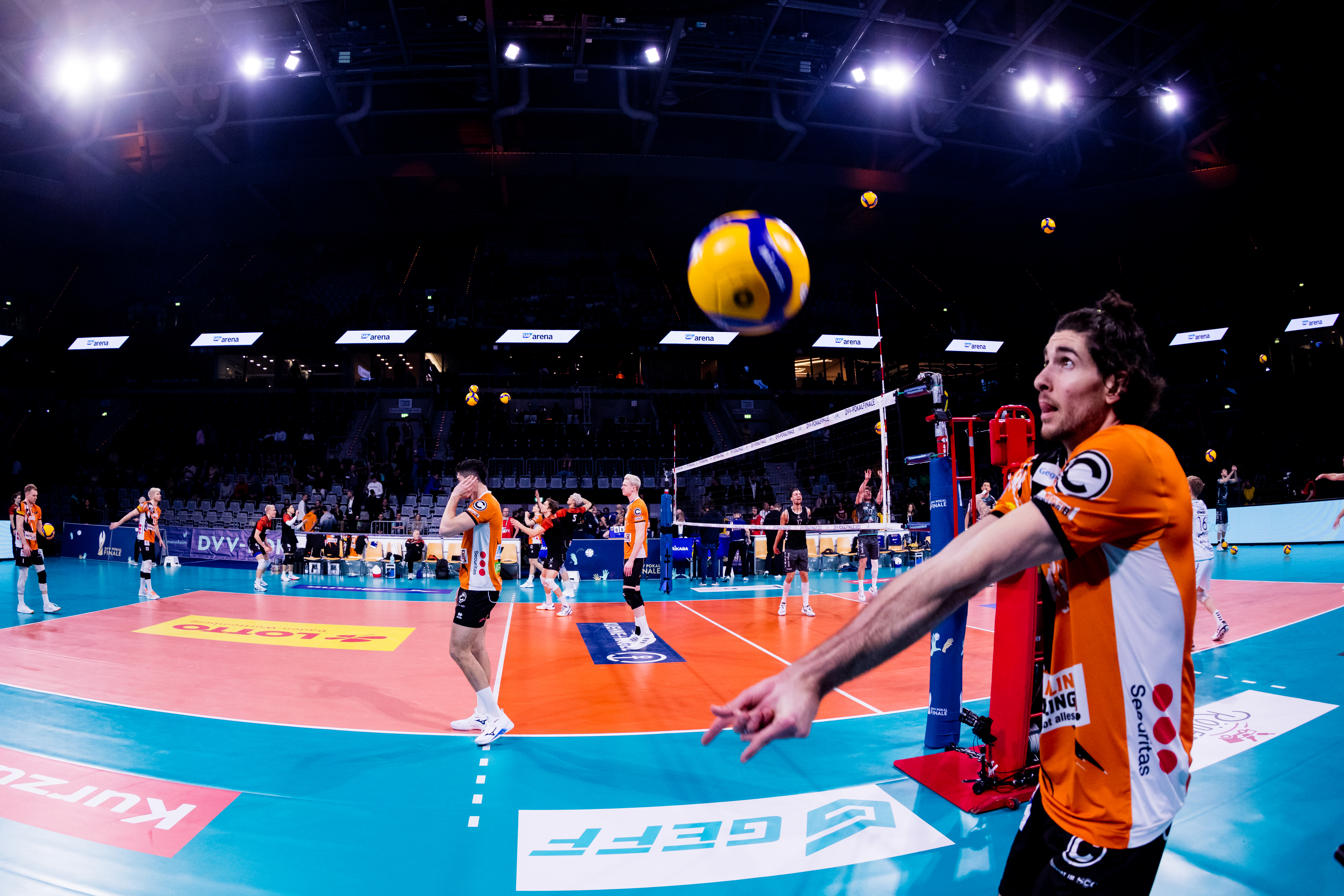
Timothée Carle podczas rozgrzewki przed w finałem Pucharu Niemiec 2022/2023 w barwach klubu Berlin Recycling Volleys

Timothée Jean Lucien Carle (ur. 30 listopada 1995) – francuski siatkarz, reprezentant kraju, grający na pozycji przyjmującego. 

## Kariera klubowa
| Lata      | Klub                        |
| 2013/2014 | Centre National du VB       |
| 2014/2015 | AS Cannes VB                |
| 2015/2016 | AS Cannes VB                |
| 2016/2017 | AS Cannes VB                |
| 2017/2018 | GFC Ajaccio VB              |
| 2018/2019 | GFC Ajaccio VB              |
| 2019/2020 | Tonno Callipo Vibo Valentia |
| 2020/2021 | Berlin Recycling Volleys    |
| 2021/2022 | Berlin Recycling Volleys    |
| 2022/2023 | Berlin Recycling Volleys    |
| 2023/2024 | Berlin Recycling Volleys    |
| 2024/2025 | Jastrzębski Węgiel          |
| 2025/2026 | Wolf Dogs Nagoya            |

## Sukcesy klubowe
Liga francuska:
- 2015, 2019

Superpuchar Niemiec:
- 2020, 2021, 2022[4], 2023[5]

Liga niemiecka:
- 2021, 2022[6], 2023[7], 2024[8]

Puchar Niemiec:
- 2023[9], 2024[10]

Puchar Polski:
- 2025[11]

Liga Mistrzów:
- 2025[12]

## Sukcesy reprezentacyjne
Mistrzostwa Europy Juniorów:
- 2014

Liga Narodów:
- 2024[13]

Igrzyska Olimpijskie:
- 2024[14]